# Thomas Strengberger
Thomas Strengberger (* 5. Oktober 1975) ist ein ehemaliger österreichischer Tennisspieler.

## Karriere
In seiner Jugend trat Strengberger bei Turnieren der ITF Junior Tour an und erreichte 1993 bei einem Jugendturnier in Uruguay das Finale im Doppel. Ab 1996 trat er bei professionellen Tennisturnieren an.
In Einzel spielte er international auf der ITF Future und ATP Challenger Tour bzw. deren Vorgänger den Satellites. Sein größter Erfolg war das Erreichen des Finals bei einem Future-Turnier in Telfs im Jahr 1999. 1997 gewann er in Mayrhofen seinen einzigen Einzeltitel bei einem Sattelite-Turnier.
Wesentlich erfolgreicher war er im Doppel. Bei seiner ersten Turnierteilnahme auf der ATP Tour erreichte er im Juli 1997 an der Seite von Thomas Buchmayer in Kitzbühel das Finale, in welchem sie Wayne Arthurs und Richard Fromberg in zwei Sätzen unterlagen. Dies blieb bis zu seinem Karriereende seine einzige Finalteilnahme bei einem Turnier der höchsten Spielklasse. Im August 1997 kam er mit Buchmayer im österreichischen Nettingsdorf in das erste Challenger-Finale, das sie gegen Björn Jacob und Michael Kohlmann verloren. Wenige Wochen später gewann er mit Buchmayer in Skopje seinen ersten Challenger-Titel im Doppel. In seiner Karriere folgten mit unterschiedlichen Partnern sieben weitere Doppeltitel auf der zweithöchsten Turnierebene sowie zwei Future-Titel. Nach 2001 trat Strengberger nicht mehr regelmäßig bei Profiturnieren an. In der Weltrangliste schaffte er es 1999 nach vier Challenger-Turniersiegen bis auf Platz 135, seine höchste Position, während er im Einzel nur einmal in die Top 500 vorstoßen konnte.
In den Jahren 1998 und 2000 spielte Strengberger zweimal für die österreichische Davis-Cup-Mannschaft die Doppelpartie der jeweiligen Begegnung. Ein Match gewann er 1998 gemeinsam mit Wolfgang Schranz, das andere verlor er 2000 an der Seite von Julian Knowle.
Nach seiner aktiven Karriere war Strengberger als Trainer tätig und trainierte beispielsweise Barbara Schwartz. Außerdem war er von 2006 bis 2014 für die Tennisschule von Günter Bresnik tätig, wo er unter anderem mit Stefan Koubek und Dominic Thiem arbeitete. Später gründete er im Bezirk Mödling eine eigene Tennisschule.

## Erfolge
| Legende (Anzahl der Siege) |
| Grand Slam                 |
| ATP Finals                 |
| ATP Tour Masters 1000      |
| ATP Tour 500               |
| ATP Tour 250               |
| ATP Challenger Tour (8)    |

### Doppel

#### Turniersiege
| Nr. | Datum              | Turnier      | Belag | Partner          | Finalgegner                       | Ergebnis      |
| --- | ------------------ | ------------ | ----- | ---------------- | --------------------------------- | ------------- |
| 1.  | 22. September 1997 | Skopje       | Sand  | Thomas Buchmayer | Nebojša Đorđević Dušan Vemić      | 6:4, 7:6      |
| 2.  | 25. Mai 1998       | Kiew         | Sand  | Thomas Buchmayer | Jeff Coetzee Jim Thomas           | 6:4, 7:6      |
| 3.  | 14. September 1998 | Budapest     | Sand  | Gábor Köves      | Leoš Friedl Radek Štěpánek        | 6:4, 6:4      |
| 4.  | 9. August 1999     | Wien         | Sand  | Julian Knowle    | Petr Kralert Michel Kratochvil    | 6:3, 6:2      |
| 5.  | 23. August 1999    | Manerbio (1) | Sand  | Massimo Valeri   | Federico Browne Francisco Cabello | 6:3, 6:3      |
| 6.  | 30. August 1999    | Freudenstadt | Sand  | Juan Balcells    | Michal Tabara Robin Vik           | 4:6, 6:2, 6:3 |
| 7.  | 11. September 2000 | Linz         | Sand  | Julian Knowle    | Petr Luxa David Škoch             | 6:3, 7:5      |
| 8.  | 20. August 2001    | Manerbio (2) | Sand  | Attila Sávolt    | Alessandro Da Col Andrea Stoppini | 7:5, 7:5      |

#### Finalteilnahmen
| Nr. | Datum         | Turnier   | Belag | Partner          | Finalgegner                    | Ergebnis |
| --- | ------------- | --------- | ----- | ---------------- | ------------------------------ | -------- |
| 1.  | 21. Juli 1997 | Kitzbühel | Sand  | Thomas Buchmayer | Wayne Arthurs Richard Fromberg | 4:6, 3:6 |